# شهید اکبر
شهید اکبر (انگلیسی: Shahid Akbar) (6 سپتامبر ۱۹۵۸–۲۸ نوامبر ۲۰۱۲) یک بازیکن کریکت هندی بود. او ۳۱ بازی برای حیدرآباد بین سال‌های ۱۹۷۶ و ۱۹۸۴ بازی کرده است.